# Jenkovce
Jenkovce este o comună slovacă, aflată în districtul Sobrance din regiunea Košice. Localitatea se află la altitudinea de 109 m deasupra n.m., se întinde pe o suprafață de 14,86 km2 și în 2017 număra 430 de locuitori.

## Istoric
Localitatea Jenkovce este atestată documentar din 1288.

## Demografie
| An:                | 1994 | 2004   | 2014   | 2024   |
| ------------------ | ---- | ------ | ------ | ------ |
| Număr de persoane: | 416  | 429    | 449    | 407    |
| Diferență:         |      | +3,12% | +4,66% | −9,35% |

| An:                | 2023 | 2024   |
| ------------------ | ---- | ------ |
| Număr de persoane: | 410  | 407    |
| Diferență:         |      | −0,73% |